# La Grande (Washington)
La Grande es un lugar designado por el censo ubicado en el condado de Pierce en el estado estadounidense de Washington. En el año 2010 tenía una población de 109 habitantes.

## Geografía
La Grande se encuentra ubicado en las coordenadas 46°48′38″N 122°17′0″O / 46.81056, -122.28333.